# Albert Hazlett
Pour les articles homonymes, voir Hazlett.
Albert Hazlett est un abolitionniste américain né le 21 septembre 1837 à Indiana, en Pennsylvanie, et exécuté par pendaison le 16 mars 1860 à Charles Town, alors en Virginie. Combattant du Bleeding Kansas, il rencontre John Brown et participe à son raid contre Harpers Ferry. Lorsque l'assaut tourne mal, il s'échappe jusqu'en Pennsylvanie mais il y est finalement capturé près de Carlisle.